# Lydia Koidula
Lydia Koidula, pseudonimo di Lydia Emilie Florentine Jannsen (Vana-Vändra, 24 dicembre 1843 – Kronštadt, 11 agosto 1886), è stata una poetessa estone.

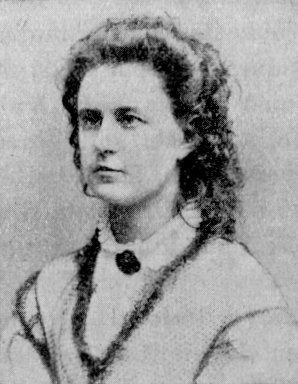
Lydia Koidula

Lydia Koidula sulle banconote da 100 corone estoni

È considerata la prima autrice di poesia patriottica della letteratura estone.
Lydia Koidula era figlia di Johann Voldemar Jannsen, attivo nel movimento nazionalista estone, fondatore del primo giornale in lingua estone ed autore del testo di Mu isamaa, mu õnn ja rõõm, che sarebbe diventato nel 1920 l'inno nazionale estone. Fu una stretta collaboratrice del padre e fu pertanto una pioniera del giornalismo femminile estone.
Non ebbe una produzione letteraria molto vasta, ma le sue raccolte di poesie Emmajöe Öpik (L'usignolo del fiume Emma) e Vaino-Lilled (I fiori del campo) sono ritenute la prima espressione di poesia patriottica estone.
Fu legata da una forte amicizia con Friedrich Reinhold Kreutzwald, l'autore del Kalevipoeg, il poema epico nazionale estone.

## Opere
- Ojamölder ja temma minnia -  1863
- Emmajöe Öpik - 1866
- Vaino-Lilled - 1866
- Saaremaa Onupoeg - 1870
- Särane Mul'k, ehk Sada vakka tangusoola - 1884